# Mohîlivșciîna, Pîreatîn
Mohîlivșciîna (în ucraineană Могилівщина) este un sat în comuna Oleksandrivka din raionul Pîreatîn, regiunea Poltava, Ucraina.

## Demografie
Componența lingvistică a localității Mohîlivșciîna
     Ucraineană (95,24%)
     Rusă (4,76%)
Conform recensământului din 2001, majoritatea populației localității Mohîlivșciîna era vorbitoare de ucraineană (95,24%), existând în minoritate și vorbitori de rusă (4,76%).